# Stadtwald Lübeck
Der Stadtwald Lübeck ist das kommunale Forstunternehmen, welches die Waldflächen der Hansestadt Lübeck verwaltet und bewirtschaftet. Die Lübecker Forsten wurden durch das Konzept der „Naturnahen Waldnutzung“ bekannt.
Leitung des Stadtwaldes:
1986 bis 2009: Dr. Lutz Fähser
2009 bis 2023: Knut Sturm
2023 bis 2024: Jörg Baeskow (komm.)
2024 bis heute: Hannes Napp

## Forstgeschichte

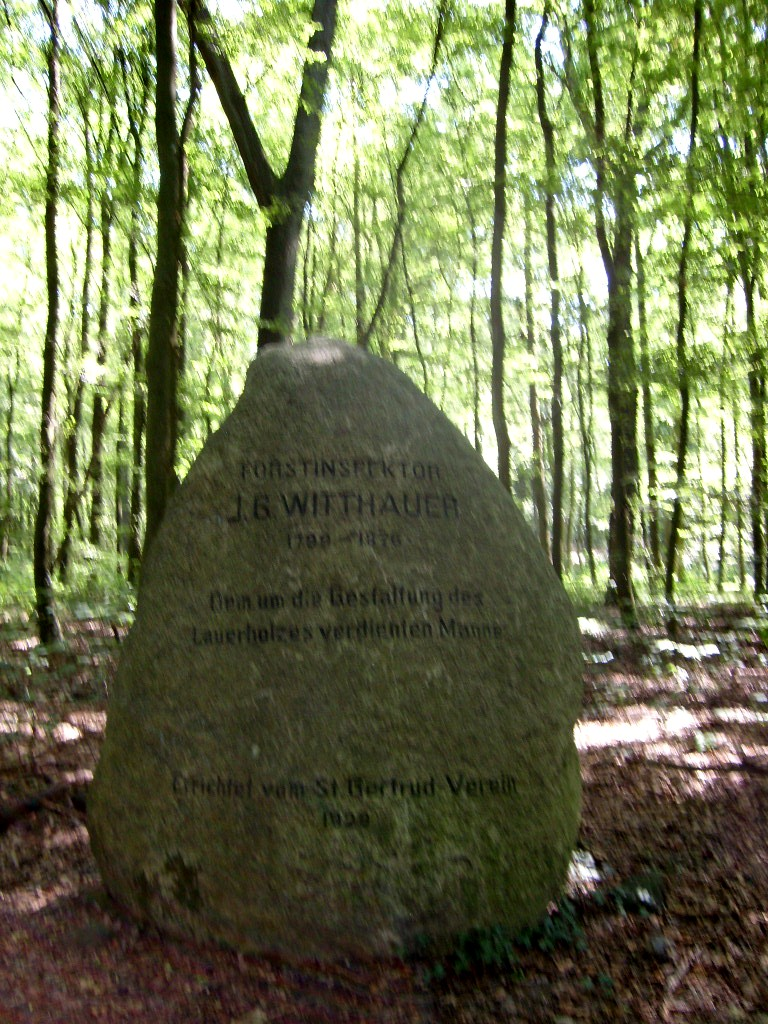
Witthauerstein für den Lübecker Förster Witthauer im Lauerholz

Die Hansestadt Lübeck besitzt seit 1163 einen über Jahrhunderte gewachsenen Stadtwald, der heute eine Fläche von rund 4.000 Hektar umfasst. Er liegt zum Teil auf Lübecker Stadtgebiet, zum Teil aber auch in den Kreisen Herzogtum Lauenburg und Nordwestmecklenburg. Zusätzlich zum Wald in kommunalem Eigentum (historisch: Kämmereiforst) betreut die Forstverwaltung der Stadt seit 1875 den Waldbesitz der städtischen öffentlich-rechtlichen Stiftungen Heiligen-Geist-Hospital, Westerauer Stiftung und Stiftung St.-Johannis-Jungfrauen-Kloster (historisch: Klosterforst, siehe auch Forsthaus Waldhusen) mit ca. 625 Hektar.
Als Lübeck durch das Groß-Hamburg-Gesetz 1937 seine Exklaven verlor, waren die Forstflächen davon ausgenommen. Insbesondere der seit 1465 in Lübecker Besitz befindliche Forst Ritzerau mit 650 Hektar sowie der Forst Behlendorf (450 Hektar) blieben somit städtisches Eigentum. Der Hevenbruch im Forst Ritzerau wird seit 1994 nicht mehr bewirtschaftet und ist heute Naturschutzgebiet.
Das östlich der Wakenitz gelegene Klosterforst-Revier Schattin von ca. 50 Hektar mit dem Kammerbruch lag nach 1945 auf dem Gebiet der Sowjetischen Besatzungszone bzw. der DDR, verlor bald nach Kriegsende einen Teil seines Eichenbestands durch Reparationshiebe und wurde als ausländisches Eigentum lange nicht bewirtschaftet. Ende der 1950er Jahre kam der Plan auf, es dem Waldbesitz der Evangelisch-Lutherischen Landeskirche Mecklenburgs zuzuordnen. Die treuhänderische Bewirtschaftung durch die Landeskirche erfolgte ab 1961. Nach 1970 erschwerte das verschärfte Grenzregime jede Bewirtschaftung; das Schattiner Forstamt wurde leergezogen und abgebrochen. Erst nach der Wiedervereinigung kam das Revier 1991 wieder unter Lübecker Verwaltung. Heute dient der Schattiner Zuschlag als unbewirtschaftete Referenzfläche und Urwald von morgen.

## Bestand
Schon im 19. Jahrhundert wurde ein exzellenter Bestand an Buchen und Eichen hervorgehoben sowie die Tatsache, dass die freie Stadt Lübeck in ihren Kämmerei- und Klosterforsten seit einer langen Reihe von Jahren schon eine musterhafte Forstwirthschaft führt, und beim Abnutz der Wälder mit sorgsamer Rücksicht auf die Nachkommen Bedacht nimmt.
Heute bestehen die Wälder zu rund 20 Prozent aus Nadelwäldern und zu rund 80 Prozent aus Laub(Misch)wäldern. Buchen nehmen mit rund 35 Prozent die größte Fläche ein, gefolgt von rund 25 Prozent Eichen. Das städtische Forstamt beschäftigt 25 Mitarbeiter (2009). Größter Einzelforst im Lübecker Stadtgebiet ist mit 960 Hektar Fläche das Lauerholz.

## Konzept der „Naturnahen Waldnutzung“
Mit dem Auftrag des Senats, den Wald unter dem Eindruck des „Waldsterbens“ der 1980er Jahre naturnäher zu bewirtschaften, wurde Lutz Fähser im Jahr 1986 neuer Forstamtsleiter im Stadtwald Lübeck. Dabei setzte er seine Ideen einer „Naturnahen Waldnutzung“ um, die dann 1994 vorgestellt und am 30. November 1995 durch einstimmigen Beschluss der Lübecker Bürgerschaft beschlossen wurden. Die Wald-Zertifizierungssysteme Naturland und Forest Stewardship Council (FSC) sind in enger Zusammenarbeit mit dem Stadtwald Lübeck und in Anlehnung an das Lübecker Modell entstanden.
Grundidee ist die weitgehende Anpassung der Bewirtschaftung an die natürlichen Prozesse und die Minimierung störender Eingriffe. Das Lübecker Konzept der Naturnahen Waldnutzung bedeutet, dass so gewirtschaftet wird, dass natürliche Abläufe in den Wäldern weitgehend zugelassen werden bzw. im Sinne der Wirtschaftsziele genutzt werden (z. B. natürliche Ansamung, Auslese durch natürliche Konkurrenz).
Einige Städte in Deutschland haben in ihren Wäldern dieses Konzept vollständig oder in Teilen übernommen: Berlin, Göttingen, Kiel, Meiningen, Uelzen, Geesthacht.

### Leitideen
Drei Leitideen bestimmen das Lübecker Konzept:
1. Die Wirtschaftswälder sollen sich in die risikoarme und produktive Erscheinungsform der natürlichen Waldgesellschaft entwickeln (Naturnähe)
2. Die Leistungsanforderungen an den Wald dürfen die natürliche Leistungsfähigkeit nicht überschreiten (ökologisches Ertragsniveau)
3. Der wirtschaftliche Einsatz erfolgt nach dem Prinzip des minimalen Eingriffs und dem Prinzip der Vorsicht (Minimierung)

### Maßnahmen
Die meisten Maßnahmen orientieren sich am Prinzip des „Minimalen Einsatzes“, die Leistungs- und Wirtschaftsziele der Forstwirtschaft nicht als maximierend festlegt.
Vergleichsflächen auf 10 % der Lübecker Gesamtwaldfläche mit mind. 20 Hektar Größe dienen als Referenz der Bewirtschaftung der Forstwälder, um deren Naturnähe zu beurteilen und zu reflektieren. Totholz und Starkholz sollen einen Anteil von 10 % der oberirdischen Baummasse ausmachen, Biotopbäume gilt es zu erhalten. Natürlich vorkommende Baumarten und deren natürliche Verjüngung sollen gefördert werden. Manuelle Ausbringung von Samen und Anpflanzung sollen nur in Ausnahmefällen stattfinden. Nicht-heimische Baumarten (u. a. um Fichten, Lärchen, Douglasien und Roteichen) werden nicht gefördert. Dabei werden als einzige lenkende Eingriffe in den Wald auch nicht heimische und qualitativ schlechte Bäume entnommen, wenn diese gute heimische Bäume bedrängen. Auf Entwässerung von Feuchtgebieten und Kahlschläge wird verzichtet. Es findet ein waldverträglicher Einsatz von „Verfahren, Maßnahmen, Geräte, Maschinen und Stoffe zur Pflege und Nutzung der Wälder“ statt, z. B durch den Verzicht auf Pestizide. Auch soll durch die Nutzung von Rückepferden anstatt Holzvollernter (Harvester) Bodenverdichtung vermieden und Arbeitsplätze erhalten werden. Die Jagd wird als explizites Instrument zur Reduzierung der Wilddichte auf ein waldverträgliches Niveau angesehen.

## Rezeption
Immer wieder besuchen prominente Naturschützer das Projekt. 2009 besuchte die BfN-Präsidentin Beate Jessel und die Unterabteilungsleiterin im Umweltministerium (BMU) Elsa Nickel den Lübecker Stadtwald, um sich über das Konzept der „Naturnahen Waldnutzung“ zu informieren.
Das Lübecker Konzept wurde und wird mitgetragen von großen Umweltverbänden wie Greenpeace, BUND/Friends of the Earth und Robin Wood. Es erhielt Auszeichnungen unter anderem von der Europäischen Papierindustrie (1996) und vom Bundesumweltministerium (1998).
Auch international gilt das Lübecker Konzept als vorbildlich im Sinne der Beschlüsse von Rio de Janeiro 1992. Der Leiter des Stadtwaldes wurde seit 1994 in zahlreiche Länder zum Vortrag und Anleiten eingeladen (wie z. B. nach Russland, China, Finnland, Schweden, Kanada, Chile und Spanien). Mehrere Tausend forstliche Fachleute haben seitdem Lübeck besucht. Aus diesen Begegnungen sind zahlreiche wissenschaftliche Arbeiten entstanden.
Kritiker werfen dem Konzept eine mangelnde Wirtschaftlichkeit mit hohen Holzpreisen durch zu personalintensive Arbeit und nicht ausreichenden Holzgewinn vor. Dieser Kritik wird Vereinfachung und Vernachlässigung der Ökosystemdienstleistungen entgegengehalten.